# Kloster Rösrath

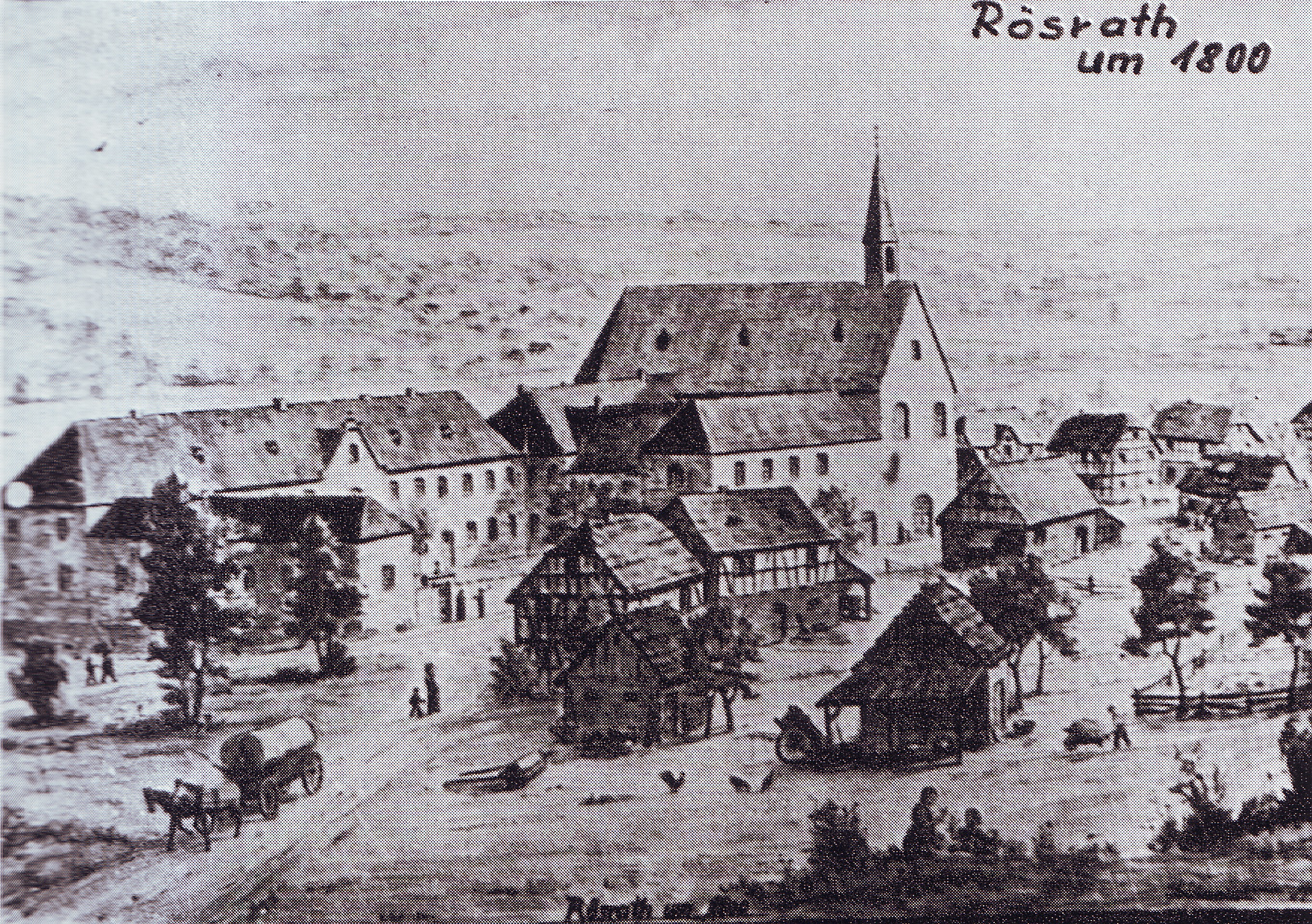
Ansicht des Klosters um 1800

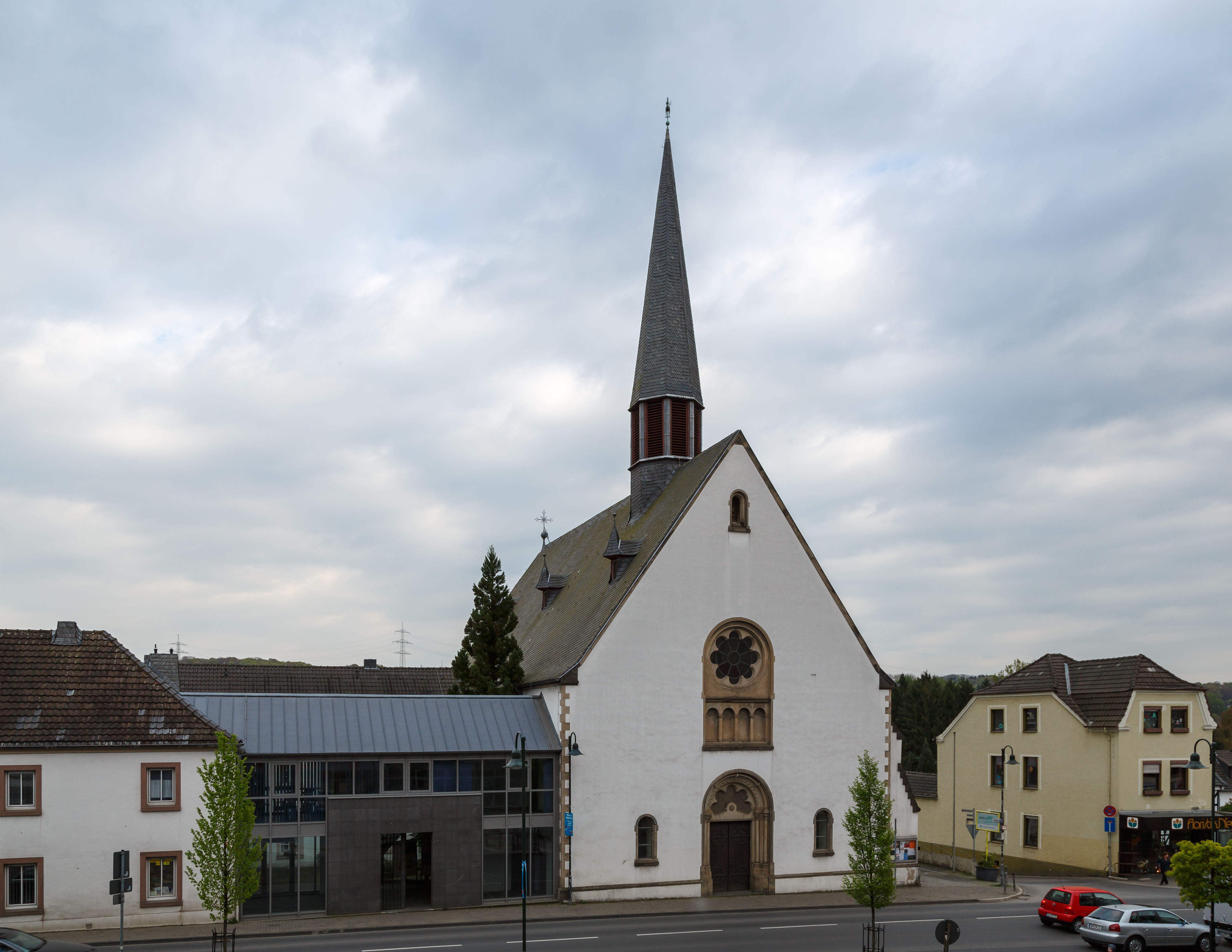
Pfarrkirche St. Nikolaus von Tolentino

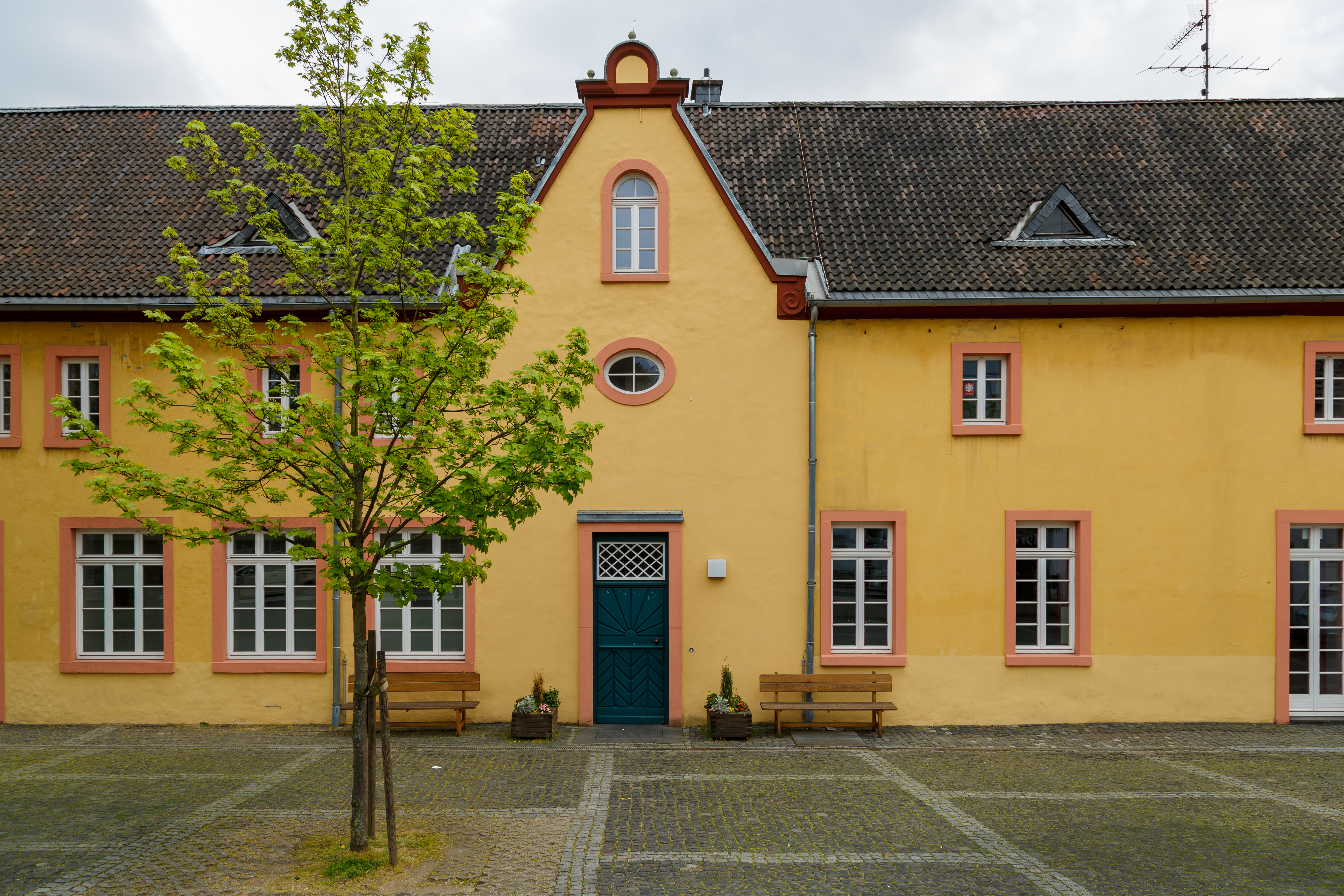
Augustinushaus Rösrath

Das Kloster Rösrath war ein Augustiner-Eremiten-Kloster in Rösrath. Die erhaltenen Gebäude sind eingetragene Baudenkmäler der Stadt Rösrath.

## Geschichte
1672 bestätigte der Kölner Erzbischof Maximilian Heinrich von Bayern die Schenkung der Rösrather Vitus-Kapelle an die Kölner Augustiner-Eremiten und beauftragte sie mit der katholischen Christenlehre und der Bekehrung von Nicht-Katholiken in Rösrath. 1563 war die Volberger Pfarrei evangelisch geworden, während die Adeligen der Häuser Stade, Venauen und Eulenbroich katholisch geblieben waren. Die Augustiner legten den Schwerpunkt ihres Wirkens auf eine ortsnahe seelsorgerische Betreuung, da die nächstgelegene katholische Pfarrkirche in Altenrath war. Der Konvent wuchs, und ab 1677 entstand ein Klostergebäude in Rösrath. 1708 wurde die Kirche fertiggestellt, 1798 ein Friedhof angelegt und 1710 eine Schule eingerichtet.
Am 10. September 1795 wurde das Kloster von französischen Truppen überfallen. Dabei wurde der Prior ermordet und vermutlich das Inventar der Kirche beschädigt. Aufklärung und Franzosenkriege führten schließlich zum Niedergang der Klöster in der Region, deren Aufhebung im Herzogtum Berg 1803 beschlossen wurde. Rösrath diente noch fast drei Jahrzehnte als Zentral- und Aussterbekloster für Ordensleute aufgelöster Konvente der Umgebung und wurde mit dem Tod des letzten Augustiner-Eremiten Amadeus Rottländer am 3. Oktober 1831 geschlossen. 1832 schenkte König Friedrich Wilhelm III. das Kloster aus preußischem Domänenbesitz an die katholische Kirchengemeinde.
Erst im Jahr 1853 wurde Rösrath nach der endgültigen Lösung von Altenrath eine eigenständige Pfarrei: Die Klosterkirche wurde zur Pfarrkirche St. Nikolaus von Tolentino, aus dem angrenzenden Konventsgebäude wurde das Pfarrhaus mit Wohnung und Verwaltungsräumen, das anschließende Augustinushaus diente bis in die 1950er-Jahre als Schulgebäude für Rösrath. Nach dem Neubau der Volksschule am Sandweg wurde das Augustinushaus Pfarrsaal und Bücherei. Die unterhalb des Klostergeländes im Sülztal gelegene Klostermühle wurde verkauft und Mitte der 1970er Jahre wegen eines geplanten, dann doch nicht verwirklichten Straßenbauprojektes von der Adresse Alte Mühle 9 an seinen heutigen Standort Zum Eulenbroicher Auel 15, in der Nähe von Haus Eulenbroich versetzt. Heute beherbergt das Gebäude ein Restaurant. In neuester Zeit erfuhr das Klostergelände eine moderne Arrondierung zur Talseite hin: Im Frühjahr 2014 wurde die von der Kreissparkasse Köln errichtete Wohnanlage, zwei Mehrfamilienhäuser mit insgesamt 12 Eigentumswohnungen, unter der Bezeichnung „Klostergarten Rösrath“ bezogen und eröffnet.

## Denkmalschutz
Von den erhaltenen Gebäuden des ehemaligen Augustinerklosters sind vier Objekte als Baudenkmäler in die Liste der denkmalgeschützten Bauwerke der Stadt Rösrath eingetragen:
- Baudenkmal Nummer 42: Kirche St. Nikolaus von Tolentino, Grabkreuze und Wegekreuz; eingetragen am 21. Oktober 1985.
- Baudenkmal Nummer 43: Pfarrhaus; eingetragen am 21. Oktober 1985.
- Baudenkmal Nummer 44: Augustinushaus; eingetragen am 21. Oktober 1985.
- Baudenkmal Nummer 19: Klostermühle

## Denkmalbeschreibung
Die Kirche St. Nikolaus von Tolentino ist ein zur Straße hin giebelständiger, verputzter Saalbau mit dreiseitigem Chorabschluss, der von einem verschieferten Satteldach eingedeckt ist. Wegen Baufälligkeit wurde die Kirche 1903–1908 umfassend renoviert und teilweise bis zum Sockel abgetragen. Der Saalraum, der zuvor im Innern eine flache Holztonne hatte, erhielt ein Kreuzrippengewölbe, das außen durch doppelt abgetreppte Strebepfeiler zwischen den Rundfenstern aufgefangen wurde, während in der Ostwand ein rundbogiges, mit der Jahreszahl 1684 bezeichnetes Portal des Klosters wiederverwendet wurde. An der Südseite wurde eine Sakristei angebaut, darüber eine Empore, mit Doppelarkade zum Kirchenschiff geöffnet. Zahlreiche Elemente barocker Innenausstattung wie etwa Kanzel, Orgel, Altäre und Statuen, sind vorhanden.
Das katholische Pfarrhaus ist ein 2-geschossiger Putzbau, rechtwinklig an der Nordseite der Kirche anstoßend. Das Haus hat fünf Fensterachsen mit Sprossengliederung sowie Tür und Fenster mit Werksteingewände. Eine originale Holztür mit ornamental verziertem Oberlicht in der Mittelachse ist vorhanden.
Das Augustinushaus ist ein zweigeschossiges verputztes Bruchsteinhaus mit Walmdach und vier Dachgauben. In der Mittelachse befindet sich ein Zwerchgiebel. Die Fenster sind mit Putzgewänden und in Sprosseneinteilung. Im Innern des Gebäudes gibt es zum Teil originale Kölner Decken mit Stuckornamenten.
Die Klostermühle ist ein zweiflügeliger Fachwerkbau, zweigeschossig mit Krüppelwalmdach, 4:2-Fensterachse und Sprossenfenstern mit Schlagläden.

## Rezeption
Das Kloster Rösrath wurde der Öffentlichkeit im April 2014 als Denkmal des Monats vorgestellt.